# Luis Nishizawa

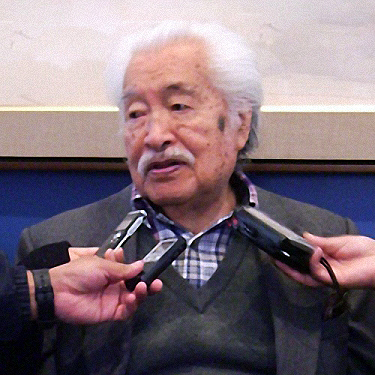

Luis Nishizawa Flores (* 2. Februar 1918 in Cuautitlán, México; † 29. September 2014 in Toluca, México) war ein mexikanischer Künstler.

## Biografie
Nishizawa wurde 1918 als Sohn des Japaners Kenji Nishizawa aus Nagano und der Mexikanerin María de Jesús Flores geboren. Er studierte ab 1942 an der aus der Academia de San Carlos hervorgegangenen Escuela Nacional de Artes Plásticas (ENAP) der UNAM und bildete sich anschließend in Japan in Form von Kursen auf dem Gebiet der Keramik und Bildhauerei weiter. 1951 hatte er in Mexiko seine erste Einzelausstellung.
Ab 1955 dozierte er an der ENAP, allerdings fühlte er sich mit der Aufgabe allein nicht ausgelastet. Er zählt zu den bedeutendsten mexikanischen Landschaftsmalern. Sein Stil bewegt sich zwischen Realismus, abstraktem Expressionismus und poetischem Realismus. Ebenso befasste er sich in seiner Arbeit neben der Malerei und Wandmalerei mit Holzmalerei und Bildhauerei. 1987 wurde er Mitglied der Academia de Artes. Zuletzt unterrichtete und arbeitete er in Toluca, wo er ein Haus aus dem 18. Jahrhundert in ein Museum mit Studio umgebaut hatte.